# Wilhelm Müller (básník)
Wilhelm Müller, též Johann Ludwig Wilhelm Müller (7. října 1794 Dessau – 1. října 1827 tamtéž) byl německý pozdně romantický básník se vztahem k západním Čechám.

## Život

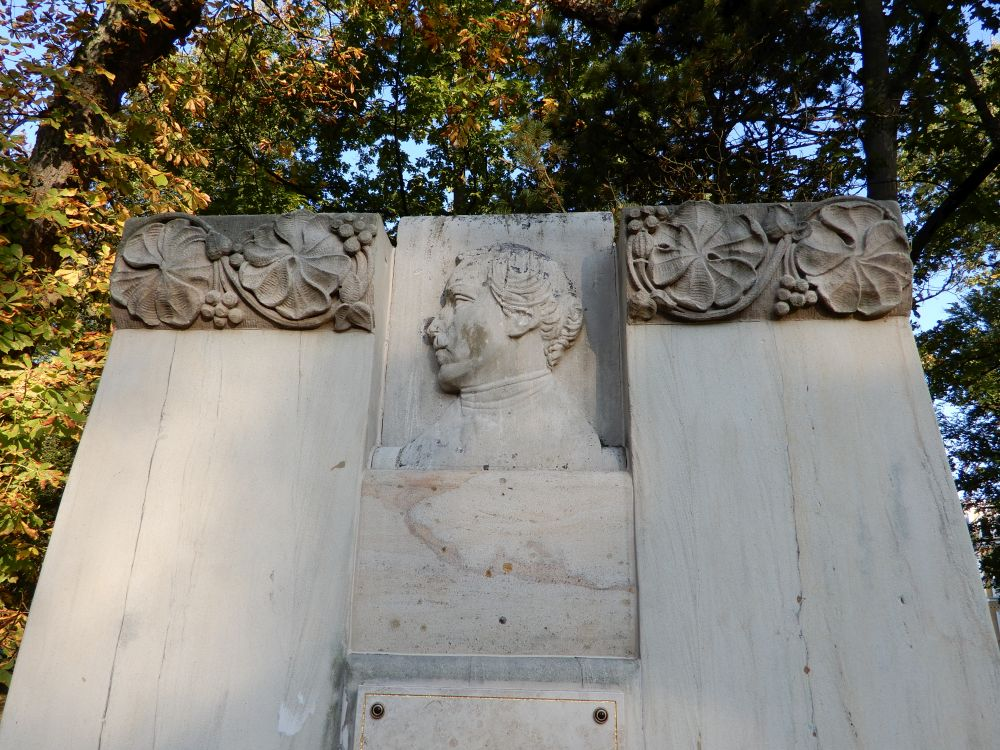
Pamětní deska, Františkovy Lázně (detail)

Narodil se jako šesté dítě krejčího Leopolda Müllera a jeho manželky Marie Leopoldiny, dcery dvorního zámečníka Johanna Efraima Zellariuse. Jeho sourozenci brzy zemřeli a v roce 1808 také matka. V roce 1809 se jeho otec z finančních důvodů oženil s bohatou vdovou Marií Seelmannovou, rozenou Gödelovou.
Wilhelm začal studovat filologii a dějiny v Berlíně v roce 1812, ale v únoru 1813 se přihlásil do pruské armády a bojoval proti Napoleonovi, prošel bitvami u Lützenu, Budyšína a Chlumce. V roce 1814 byl povýšen do hodnosti poručíka a v zimním semestru 1814/1815 se vrátil ke studiu na univerzitě. Od roku 1816 navštěvoval literární salony v Berlíně a seznámil se mimo jiné s Gustavem Schwabem, Achimem von Arnim, Clemensem Brentanem, Ludwigem Tieckem a skladatelem Ludwigem Bergerem. Nešťastně se zamiloval do Luisy Henselové. Přátelil se s malíři Josefem Antonem Kochem a Juliem Schnorrem z Carolsfeldu , který vytvořil jeho malovaný portrét.
Již v letech 1816-1817 byly texty jeho básní zhudebněny. V letech 1817-1818 podnikl studijní cestu do Itálie a formou fiktivních dopisů napsal knihu Řím, Římané a Římanky. V dubnu 1819 nastoupil v rodné Dessavě na střední školu na místo učitele dějin, latiny a řečtiny. Roku 1820 se stal knihovníkem zámecké knihovny knížete Leopolda IV. Friedricha von Anhalt Dessau.
Od 1. do 3. července 1824 se účastnil hudebního festivalu k oslavě Friedricha Gottlieba Klopstocka v Quedlinburgu, který měl přispět k vybudování Klopstockova pomníku. Jeho žena Adelheid zpívala alt, dirigoval Carl Maria von Weber. V srpnu 1824 byl jmenován dvorním radou. Byl svobodným zednářem, v červenci roku 1820 byl přijat do lóže Minerva u Tří palem v Lipsku. V březnu 1826 onemocněl černým kašlem. Roku 1827 podnikli manželé Müllerovi cestu Porýním, při které mj. navštívili J. W. Goetha. Navzdory léčbě ve Františkových Lázních a dalších lázňských městech se Müllerovo zdraví stále zhoršovalo a následující rok zemřel na infarkt, ve věku pouhých 32 let.
Ve Františkových Lázních napsal Písně z Františkových Lázní u Chebu. Za to mu město roku 1910 dalo postavit kamenný památník ve Františkových sadech, autorem reliéfu je chebský sochař Adolf Mayerl (1884-1954). Památník byl stržen v květnu roku 1945 a znovu obnoven roku 2013.

## Rodina
21. května 1821 se oženil s Adelheid Basedowovou, vnučkou reformního pedagoga Johanna Bernharda Basedowa. Měli dvě děti, dceru Augustu (* 1822) a syna (* 1823), později slavného filologa Fridricha Maxe Müllera.

## Dílo
Je znám především svými sociálně kritickými německými lidovými písněmi. Bojoval za řeckou nezávislost proti turecké okupaci, zvolil si přídomek "Griechen-Müller“ a naučil se řecky. Řecko však nenavštívil, cestu ukončil z důvodu morové epidemie v Istanbulu. Četl dobře anglicky a ve své tvorbě byl ovlivněn mimo jiné lordem Byronem, který se účastnil řecké války za nezávislost osobně.
Širší veřejnost jej zná jako autora básní, které zhudebnil Franz Schubert v cyklech písní Krásná mlynářka ("Die schöne Müllerin", 1823) a Zimní cesta ("Die Winterreise", 1827). Müller byl ovšem také editorem a redaktorem. Pro nakladatelství Brockhaus editoval německé básníky sedmnáctého století, po něm pokračoval Karl August Förster a dokončil 14. svazek. Kromě toho Müller psal pro různé literární časopisy, včetně Literarische Conversationsblatt a Hermes.

### Pozůstalost
Jeho literární pozůstalost je uložena v Anhaltské zemské knihovně v Dessau.

### Literární cena
Od roku 1996 je v Německu udílena Cena Wilhelma Müllera.

## Fotogalerie
- Dílo 'Sieben und siebzig Gedichte.' (1. díl)
- Dílo 'Sieben und siebzig Gedichte.' (2. díl)

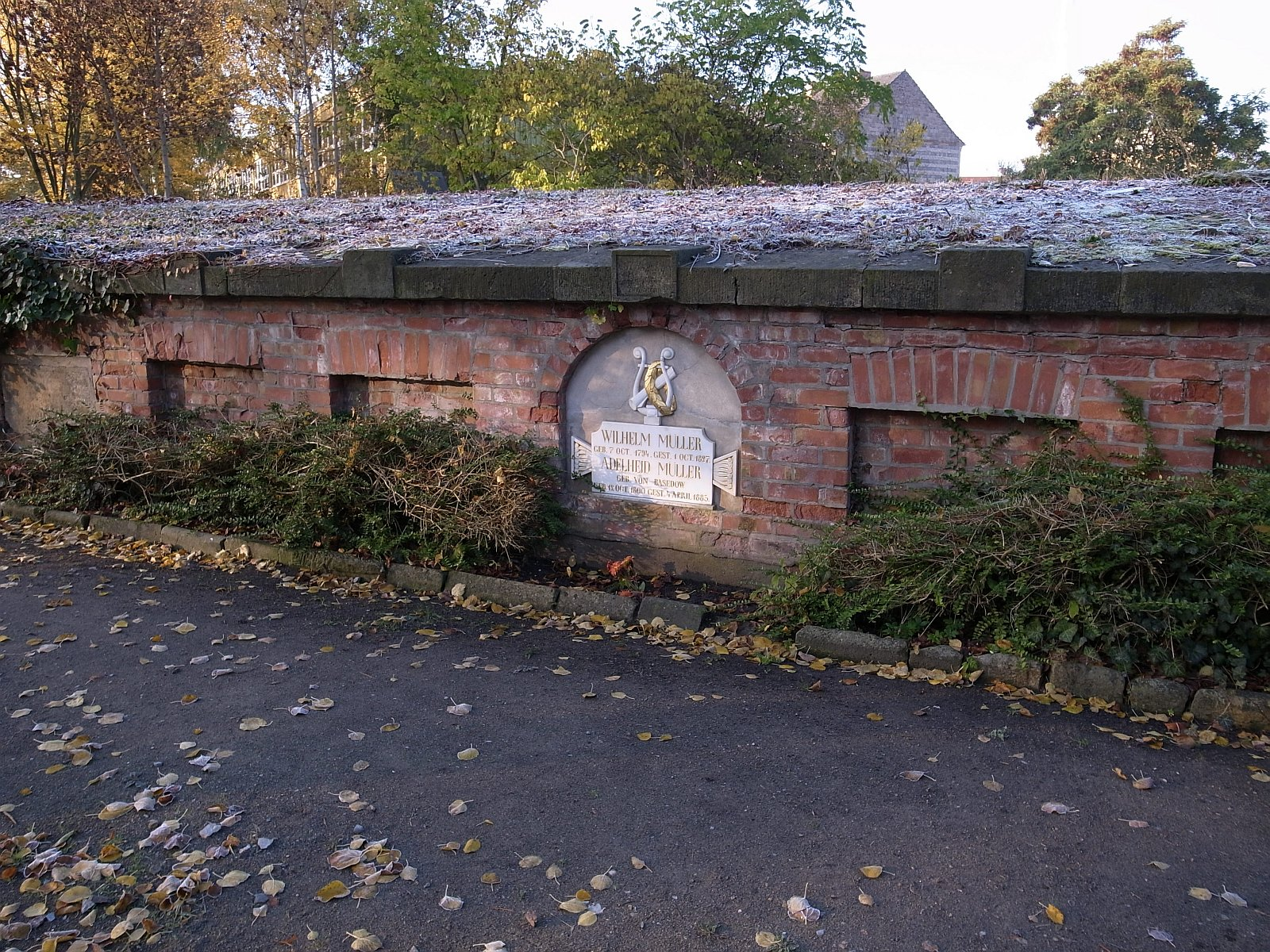
Hrob Wilhelma Müllera v Dessau ('Neuer Begräbnisplatz')
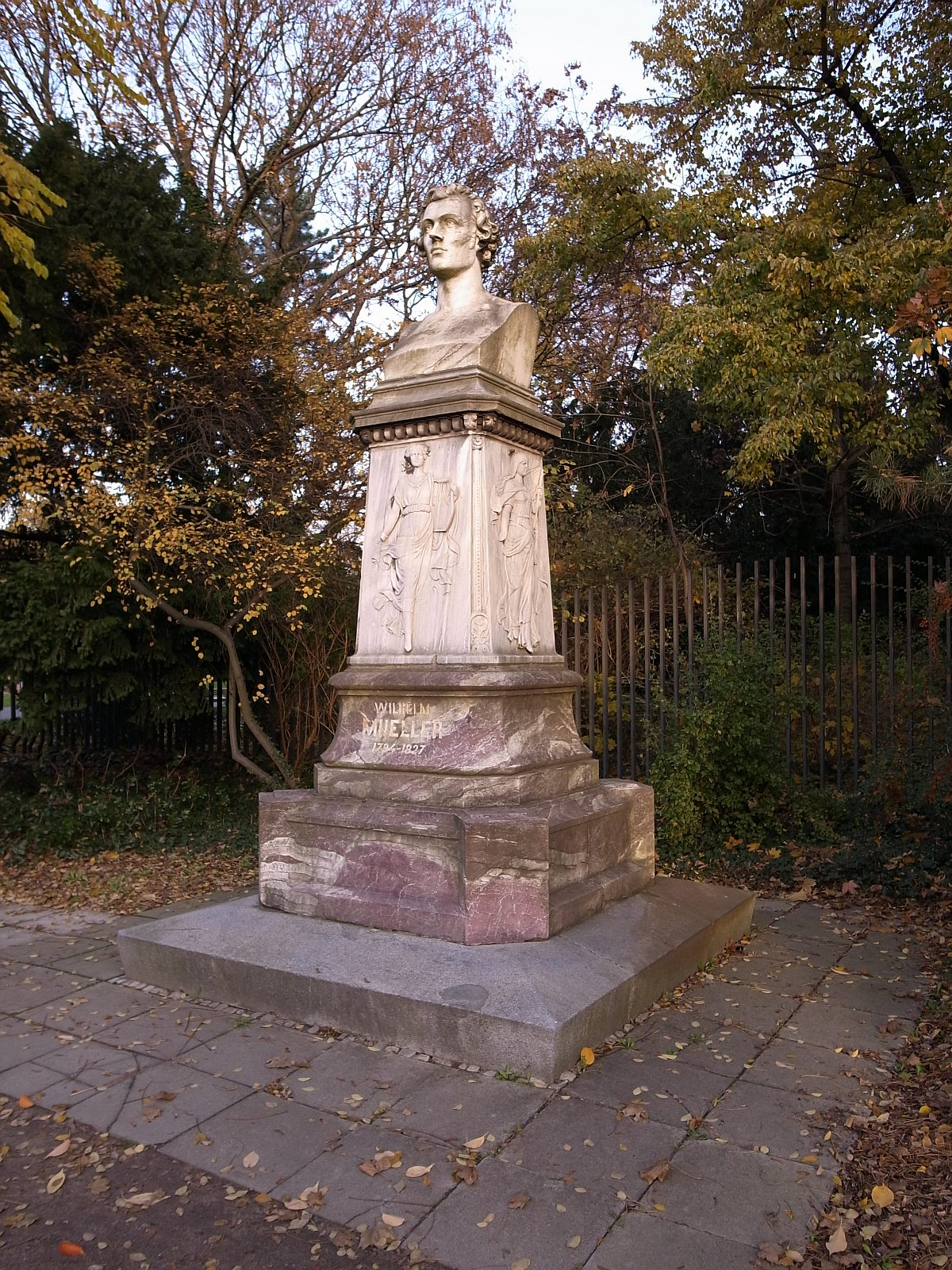
Památník v městském parku (Dessau)
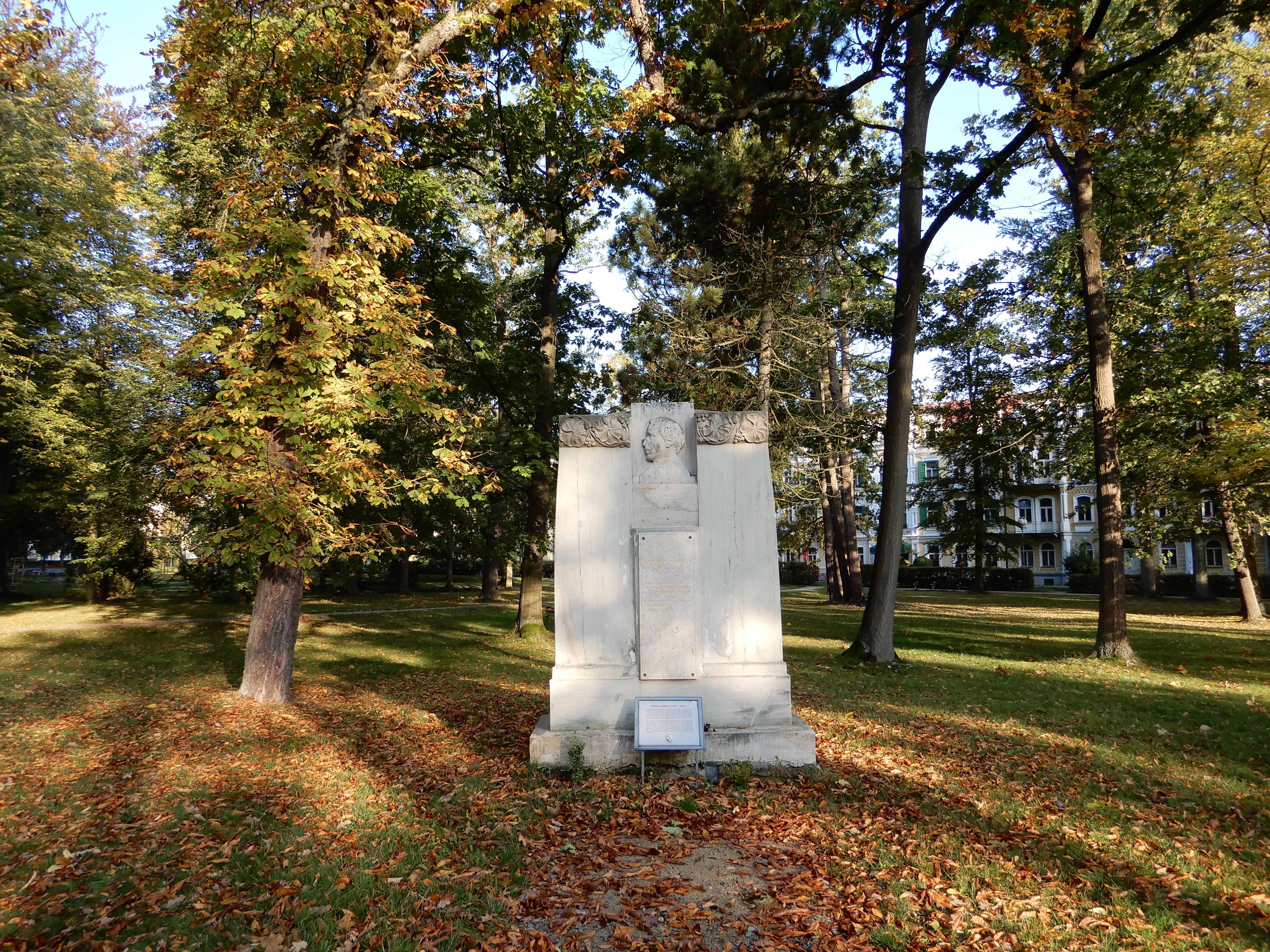
Památník v parku ve Františkových Lázních